# Region Północny (Rosja)

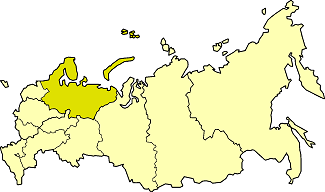
Północny region ekonomiczny na mapie Federacji Rosyjskiej

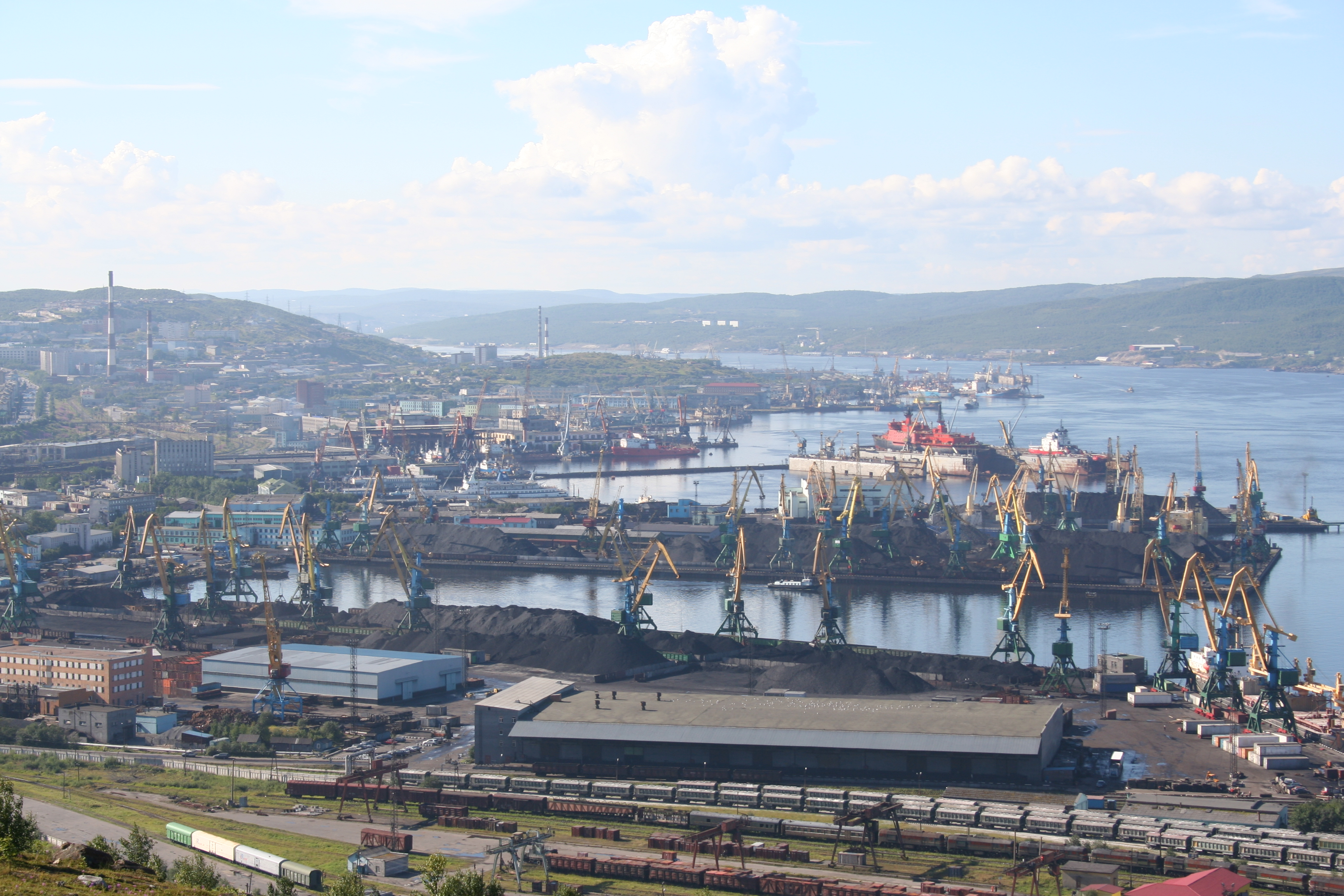
Port stoczniowy w Murmańsku

 Północny region ekonomiczny  (ros. Се́верный экономи́ческий райо́н) – jeden z dwunastu regionów ekonomicznych Rosji.

## Jednostki administracyjne regionu
- Obwód archangielski
- Karelia
- Republika Komi
- Obwód murmański
- Nieniecki Okręg Autonomiczny
- Obwód wołogodzki

## Charakterystyka gospodarcza
Region obejmuje obszar na północy europejskiej części Rosji o powierzchni około 1 466 300 km². Zamieszkuje go około 5,8 mln osób, przy gęstości zaludnienia 4 osób/km², z czego 76% populacji mieszka w miastach.
Największymi miastami przemysłowymi są: Murmańsk, Archangielsk, Siewierodwińsk, Czerepowiec, Wołogda, Pietrozawodsk, Syktywkar i Uchta. Przez region przechodzi kilka linii kolejowych. Dobrze rozwinięty transport wodny jest możliwy dzięki systemowi rzecznemu północnej Dwiny, Peczory i Mezenia, a także licznym kanałom pomiędzy jeziorami. Tymi drogami wodnymi jest transportowane i eksportowane przede wszystkim drewno, stanowiące główne bogactwo naturalne regionu. Lasy zajmują około 43,2% powierzchni, zaś zasoby drewna szacuje się na 5,0 mld metrów sześciennych. Obróbka drewna i przemysł celulozowo-papierniczy są jednymi z najważniejszych gałęzi gospodarczych regionu. Przemysł drzewny ma duże możliwości rozwoju dzięki niewykorzystanym jeszcze gospodarczo dziewiczym lasom w północno-wschodnim rejonie Archangielska i w centralnej części Republiki Komi; na pełne wykorzystanie czekają też gorsze gatunki drewna iglastego. Innymi ważnymi gałęziami gospodarki w tym rejonie, obok przemysłu celulozowo-papierniczego, są przemysł wydobywczy (wydobywa się tu m.in. nikiel, miedź, boksyty, a także ropę naftową, gaz ziemny i węgiel koksowy, którego geologiczne zasoby ocenia się na ponad 200 mld ton), rafineryjny, metalurgiczny, chemiczny, stoczniowy i rybny. Z północnego regionu ekonomicznego pochodzi 1/3 wytwarzanego papieru w Rosji, 1/7 poławianych ryb; region ma też duży udział w krajowej produkcji aluminium, niklu, fosforanów i nawozów fosforowych.

## Wskaźniki społeczno-ekonomiczne
Średnia długość życia w regionie jest niemal równa średniej krajowej w Rosji (zarówno dla mężczyzn, jak i kobiet).
Obszar jest aktualnie w trakcie aktywnego rozwoju gospodarczego; miesięczne wynagrodzenia są znacznie wyższe niż średni poziom płac w Rosji, chociaż pracownicy często uskarżają się na opóźnienia w wypłacie wynagrodzenia.